# Bertil Pettersson (författare)
Hubert Bertil Napoleon Pettersson, född 16 april 1932 i Gamla stan i Stockholm, är en svensk författare och humorist.

## Verksamhet
Efter debuten 1958 med diktsamlingen Utkast har han gett ut ett femtiotal böcker, mest kortprosa och lyrik (skrev ibland under pseudonymen Margaretha Malm ). Ungefär samtidigt med debuten gjorde han tillsammans med bland andra Lasse O'Månsson radioprogrammet Blå tummen, som blev den sjuka humorns genombrott i Sverige. Han är även upphovsmannen till den kända sketchen "Korven" från Blå tummen.  Han har också arbetat med litterära installationer, och har en lång rad utställningar bakom sig.
Pettersson medverkade i radioprogrammet Sommar den 4 juli 1969.